# Matrika evklidskih razdalj
Matrika evklidskih razdalj je kvadratna matrika, katere elementi predstavljajo razdalje med točkami v evklidskem prostoru. Če se z {\displaystyle A\,} označi matriko evklidskih razdalj in so točke definirane v m-razsežnem prostoru, potem so elementi matrike {\displaystyle A\,} določeni kot:
{\displaystyle {\begin{array}{rll}A&=&(a_{ij});\\a_{ij}&=&||x_{i}-x_{j}||_{2}^{2}\end{array}}}
kjer je:
- ||.||2 2-norma nad Rm.
- {\displaystyle x_{i}\,} koordinata točke {\displaystyle i\,}
- {\displaystyle x_{j}\,} koordinata točke {\displaystyle j\,}

## Značilnosti
Če je z {\displaystyle a_{ij}\,} označen kvadrat razdalje med točkama, ki sta označeni kot {\displaystyle i\,} in {\displaystyle j\,}
- vsi elementi na glavni diagonali matrike {\displaystyle A\,} so enaki 0, kar pomeni, da je to votla matrika.
- sled matrike {\displaystyle A\,} je enaka 0
- matrika je simetrična, ker velja {\displaystyle a_{ij}=a_{ji}\,}
- za matriko velja {\displaystyle a_{ij}^{1/2}\leq a_{ik}^{1/2}+a_{kj}^{1/2}\,}
- {\displaystyle a_{ij}>0\,}